# (7712) 1995 TB1
1995 تي بي 1 (ويعرف أيضًا باسم (7712) 1995 تي بي 1 وفق تسمية الكوكب الصغير) (بالإنجليزية: 1995 TB1)‏ هو كويكب ضمن حزام الكويكبات؛ وترتيبه 7712 من حيث الاكتشاف.
اكتُشف هذا الجُرم الفلكي بواسطة تاكيشي أوراتا ‏ في 12 أكتوبر 1995.

## وصلات خارجية
- (7712) 1995 TB1 في قاعدة بيانات مختبر الدفع النفاث لأجرام النظام الشمسي الصغيرة

- الاكتشاف · مخطط المدار ·  العناصر المدارية · المعلمات المادية

- (7712) 1995 TB1 على موقع ويكي سكاي: DSS2, SDSS, GALEX, IRAS, Hydrogen α, X-Ray, Astrophoto, Sky Map, Articles and images